# Johanna Müller-Hermann
Pour les articles homonymes, voir Müller.
Johanna Edle von Hermann, également connue sous les noms de Johanna Müller-Hermann ou Johanna Müller Müller-Martini, née le 15 janvier 1868 à Vienne et morte le 19 avril 1941 dans la même ville, est une compositrice et une pédagogue autrichienne.
Elle est l'une des compositrices européennes de musique orchestrale et de chambre les plus en vue de son époque. Malgré sa renommée, peu de choses ont été écrites à son sujet.
Selon Carola Darwin, « la contribution des femmes à la vie créatrice de Vienne à cette époque a été en grande partie oubliée du fait de l'idéologie nazie, ainsi que de la destruction générale de la Seconde Guerre mondiale… Les œuvres de Johanna Müller-Hermann méritent une audience beaucoup plus large, non seulement en raison de leur qualité intrinsèque, mais aussi parce qu'elles faisaient partie intégrante de l'extraordinaire floraison créatrice de Vienne ».

## Biographie
Johanna Hermann est la fille d’Alois Paul Ritter von Hermann, chef de section au ministère du Culte et de l'Enseignement, et Antonia von der Decken-Himmelreich. Elle suit très tôt des cours de musique avec ses deux frères et sœurs, correspondant à l'idéal éducatif de la classe moyenne. Cependant, selon les circonstances de l'époque, elle ne peut pas poursuivre ses ambitions musicales, mais termine l'école de formation d'enseignant et enseigne pendant plusieurs années dans une école primaire viennoise.
Après son mariage, en 1893, avec Otto Karl Müller-Martini, elle abandonne sa carrière d'institutrice pour devenir compositrice. Elle poursuit ses études de musique, avec des leçons de piano et de violon avec Josef Labor, des cours de théorie musicale avec Guido Adler et Anton Bruckner. Elle étudie la composition avec Alexander von Zemlinsky, Josef Foerster et Franz Schmidt. Son opus 1, Sieben Lieder, est publié en 1895. Les représentations publiques de ses œuvres ont lieu au Musikverein de Vienne et lors des soirées de composition pour femmes, où elle a également rencontré Mathilde Kralik.
Elle succède à Josef Bohuslav Foerster comme professeure de théorie et de composition au Nouveau conservatoire de Vienne (de) en 1918 où elle enseigne pendant plus de vingt ans, elle est relativement peu connue aujourd’hui et il n’y a que quelques enregistrements de son travail, en grande partie à cause de la répression de la culture viennoise progressiste et de la fermeture du Nouveau Conservatoire de Vienne par les nazis après 1938.

## Œuvre
Johanna Müller-Hermann est essentiellement influencée par Gustav Mahler et Max Reger et l'une des compositrices les plus importantes de musique symphonique et de musique de chambre en Europe. Bien que son langage musical soit de forme et de tonalité traditionnelles, ses œuvres révèlent une richesse harmonique considérable et une instrumentation pleine de ressources.
Elle écrit un oratorio, Lied der Erinnerung: In Memoriam, avec un texte de Walt Whitman, et une fantaisie symphonique sur la pièce d’Ibsen Brand. Son Lied der Erinnerung: In Memoriam (1930) est une œuvre ambitieuse. Il emploie un vaste orchestre, un chœur et des voix solistes. La pièce suit la tradition des Gurre-Lieder d’Arnold Schönberg. Müller-Hermann a peut-être connu directement Schönberg, comme le suggère une lettre qu’elle lui a écrit en 1911.
Piano
- Sonate pour piano

Lieder
- Sieben Lieder, op. 1
- Fünf Lieder op. 2
- Vier Lieder, op. 4
- Zwei Frauenchöre mit Orchester, op. 10
- Vier Lieder, op. 14
- Drei Lieder, op. 19
- Vier Lieder, op. 20
- Deutscher Schwur für Männerchor und Orchester, op. 22
- Herbstlieder, op. 28
- Drei Lieder, op. 32
- Zwei Gesänge für eine Singstimme mit Orchester, op. 33

Cantate
- Lied der Erinnerung, op. 30

Musique de chambre
- Sonate ré mineur pour violon et piano, op. 5
- Sonate pour violoncelle et piano, op. 17
- Quatuor à cordes, op. 6
- Quintette avec piano

## Discographie
- Ouverture héroïque, op. 21 ; Fantaisie symphonique sur le Brand d'Ibsen, op. 25 - Mährische Philharmonie, dir. Manfred Müssauer (1994, Thorofon) (OCLC 33498169) — avec des œuvres de Maria Bach et Mary Dickenson-Auner.
- Quatuor à cordes, op. 6 - Quatuor Artis (23-26 mars 1998, Nimbus) (OCLC 42402716) — avec les troisième et quatrième quatuors de Zemlinsky.